# Conomma simplex
Conomma simplex is een hooiwagen uit de familie Pyramidopidae.